# Felix van Groeningen
Felix van Groeningen (Gante, 1 de noviembre de 1977) es un director de cine y guionista belga.

## Biografía
Felix van Groeningen nació en Gante (Bélgica). Su segunda película de título Bélgica es un relato autobiográfico. Estudió en la Academia Real de Bellas Artes de Gante (KASK), de la que se graduó en 2000 con un cortometraje titulado 50CC. Pareja de la actriz belga Charlotte Vandermeersch, en 2018 tuvieron un hijo.
Su ópera prima llevó por título Steve + Sky (2004). En 2007 dirigió Dagen Zonder Lief y en 2008 De helaasheid der dingen, adaptación de un libro de Dimitri Verhulst. Por su tercera película recibió el premio Art Cinéma - Mención Especial en el Festival de Cine de Cannes 2009 . 
En 2012 dirigió Alabama Monroe - Una historia de amor, película por la que recibió una nominación a los Premios de la Academia 2014 en la categoría de mejor película extranjera y otras cuatro nominaciones a los Premios del Cine Europeo 2013.
En 2022 dirigió junto a Charlotte Vandermeersch el filme Las ocho montañas.

## Filmografía
- 50CC – cortometraje (2000)
- Steve + Sky (2004)
- Dagen zonder lief (2007)
- La lamentabilidad de las cosas (2009)
- Alabama Monroe - Una historia de amor ( The Broken Circle Breakdown ) (2012)
- Belgica (2015)
- Chico hermoso (2018)
- Las ocho montañas (2022)[8]

## Premios y nominaciones
Premios Óscar
| Año  | Categoría                                       | Trabajo nominado | Resultado |
| ---- | ----------------------------------------------- | ---------------- | --------- |
| 2014 | Mejor película extranjera (de habla no inglesa) | Alabama Monroe   | Nominado  |

- Premio David de Donatello
  - 2015 - Nominación a Mejor Película Europea por Alabama Monroe - A Love Story
  - 2023 - Premio a la Mejor película para Las ocho montañas
  - 2023 - Nominada a Mejor Director por Las ocho Montañas
  - 2023 - Mejor guion adaptado para Las ocho montañas

- Festival de Cannes
  - 2009 - Nominación al Premio CICAE por La lamentabilidad de las cosas
  - 2009 - Premio CICAE - Mención Especial por De helaasheid der dingen
  - 2022 - Nominación a la Palma de Oro por Las ocho montañas
  - 2022 - Premio del Jurado por Las ocho montañas

- Premios César
  - 2014 - Nominación a Mejor Película Extranjera por Alabama Monroe: A Love Story